# Зграда хотела „Зелени венац”
Зграда хотела „Зелени венац” у Шапцу подигнута је у периоду од 1931. до 1935. године. Зграда као репрезентативни пример јавне градске архитектуре представља непокретно културно добро као споменик културе.
Хотел је подигнут према пројекту архитекте Милана Минића, од средстава хуманитарног „Фонда сиромашних шабачких ђака”, основаног за прикупљање прихода за помагање сиромашним ученицима.

## Архитектура зграде
Зграда је грађевина која има основу у облику ћириличног слова П, са подрумом, приземљем, два спрата и поткровљем, над којим је постављен сложен вишеводни кров. Заузима доминантан положај на углу двеју улица у центру града, са истакнутим угаоним делом еркера и лође, са стрехом и кровом на четири воде које носе удвојени стубови, инспирисане су моравском кућом. У решавању фасада хоризонтала је наглашена ритмичним поретком прозорских отвора и аркадним низом са нишама, док вертикалу истичу плитки пиластри првог и другог спрата. Плитки, лучно завршени испусти обједињују прозорске отворе спратова, који се на северном тракту претварају у прозорске нише. Сведен, монохроматски и модернистички изглед приземља постигнут је низом великих четвороугаоних отвора – излога и безорнаменталном површином зидова.